# Barrio Charrúa
El Barrio Charrúa se encuentra en la Ciudad Autónoma de Buenos Aires. Ubicado en el límite entre los barrios de Nueva Pompeya y Villa Soldati, registra una permanencia de más de medio siglo en el lugar. Sus primeros habitantes la llamaban Villa Piolín, por la modalidad de división de los terrenos precarios e inundables que habitaban entonces. 
Luego, en los años sesenta, pasó a llamarse Charrúa, al adoptar el nombre de la calle que cruzaba las viviendas. Para la municipalidad pasó a ser conocida como la villa 12.
También en esos años se produce la llegada de migrantes de origen boliviano, de las zonas quechuas del altiplano andino, familias que conformarían el núcleo pionero que le daría su identidad comunitaria y cultural.
Este núcleo de familias, cohesionadas por una sólida red cultural y de parentesco afrontó diversas contingencias, algunas trágicas como los incendios que arrasaron dos veces las precarias casillas, o de tener que enfrentar el intento de erradicación durante la última dictadura militar. 
También en ese período, en el año 1972, la comunidad del barrio gestó un acontecimiento religioso cultural tan formidable como la celebración anual de la Festividad de la Virgen de Copacabana, en términos católico religiosos, o Tinku andino, encuentro de comunidades para las concepciones quechua y aimará, Con estos sentidos en tensión ese evento religioso cultural fue creciendo año tras año. Rápidamente rebasó las fronteras barriales, en despliegue y en convocatoria, y constituye parte imprescindible de la identidad del Barrio Charrúa. Hasta resulta más conocido por ese evento que por su propia trayectoria como enclave urbano de la ciudad de Buenos Aires.